# Königlich-Andalusische Reitschule

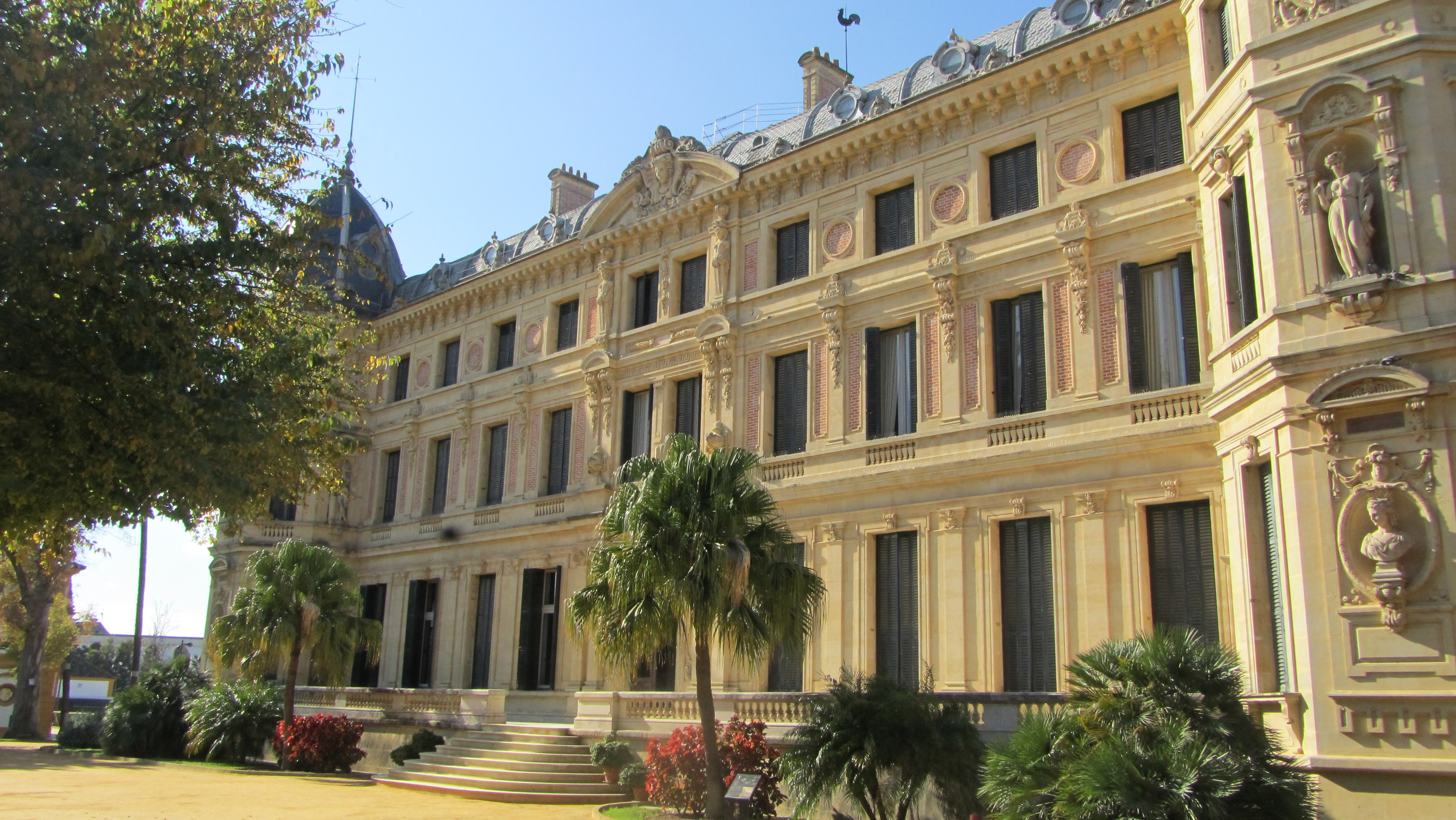
Hauptgebäude der Königlich- andalusischen Reitschule

Die Königlich-Andalusische Reitschule (Real Escuela Andaluza del Arte Ecuestre) in Jerez de la Frontera ist eine Hofreitschule, an der in Form der Doma Clásica die Klassische Reitkunst praktiziert und gelehrt wird. Die spanische Reitkunst Doma Clásica ist der klassischen Reitkunst sehr ähnlich, zeigt aber zusätzlich folkloristische Elemente (z. B. Spanischen Schritt).
Auf andalusischen Pferden werden Lektionen bis zur Hohen Schule geritten.

## Geschichte
Die Reitschule wurde 1973 auf private Initiative hin durch D. Álvaro Domecq Romero, einem Schüler an der Spanischen Hofreitschule, gegründet. 1987 erfolgte die offizielle Anerkennung durch den König von Spanien.
Zu den bekannten Reitern der Reitschule gehören Rafael Soto auf Invasor und Ignacio Rambla auf Oleaje, die mit der spanischen Equipe die  bei den Olympischen Sommerspielen 2004 in Athen die Silbermedaille gewannen.